# National Bevægelse (Polen)
National Bevægelse (Polsk: Ruch Narodowy) er et polsk nationalistisk politisk parti. Partiet blev oprindeligt oprettet som en politisk alliance men blev i 2012 til sit eget parti. Partiet er en del af en koalition sammen med KORWiN og Forbund for den Polske Krone ved navn Forbund for Frihed og Uafhængighed.
Partiet er stor modstander af LGBT-rettigheder og pro-LGBT-marcher. Partiets ledere har haft kaldt homoseksualitet en "sygdom" og arrangere ofte moddemonstrationer.

## Valgresultater

### Sejm
| År   | Stemmer                                                                    | %        | Grad | Sæder   |
| ---- | -------------------------------------------------------------------------- | -------- | ---- | ------- |
| 2015 | 1,339,094                                                                  | 8.8 (#3) | 3.   | 5 / 460 |
| 2015 | Som en del af Kukiz'15 som vandt 42 sæder i alt.                           |          |      |         |
| 2019 | 1,256,953                                                                  | 6.8 (#5) | 5.   | 5 / 460 |
| 2019 | Som en del af Forbund for Frihed og Uafhængighed som vandt 11 sæder i alt. |          |      |         |

### Præsidentvalg
| År   | Kandidat        | 1. runde             | 1. runde             | 2. runde             | 2. runde             |
| År   | Kandidat        | # af samlede stemmer | % af samlede stemmer | # af samlede stemmer | % af samlede stemmer |
| ---- | --------------- | -------------------- | -------------------- | -------------------- | -------------------- |
| 2015 | Marian Kowalski | 77.630               | 0.52 (#9)            |                      |                      |
| 2020 | Krzysztof Bosak | 1.317.380            | 6,78 (#4)            |                      |                      |